# Ahimsa

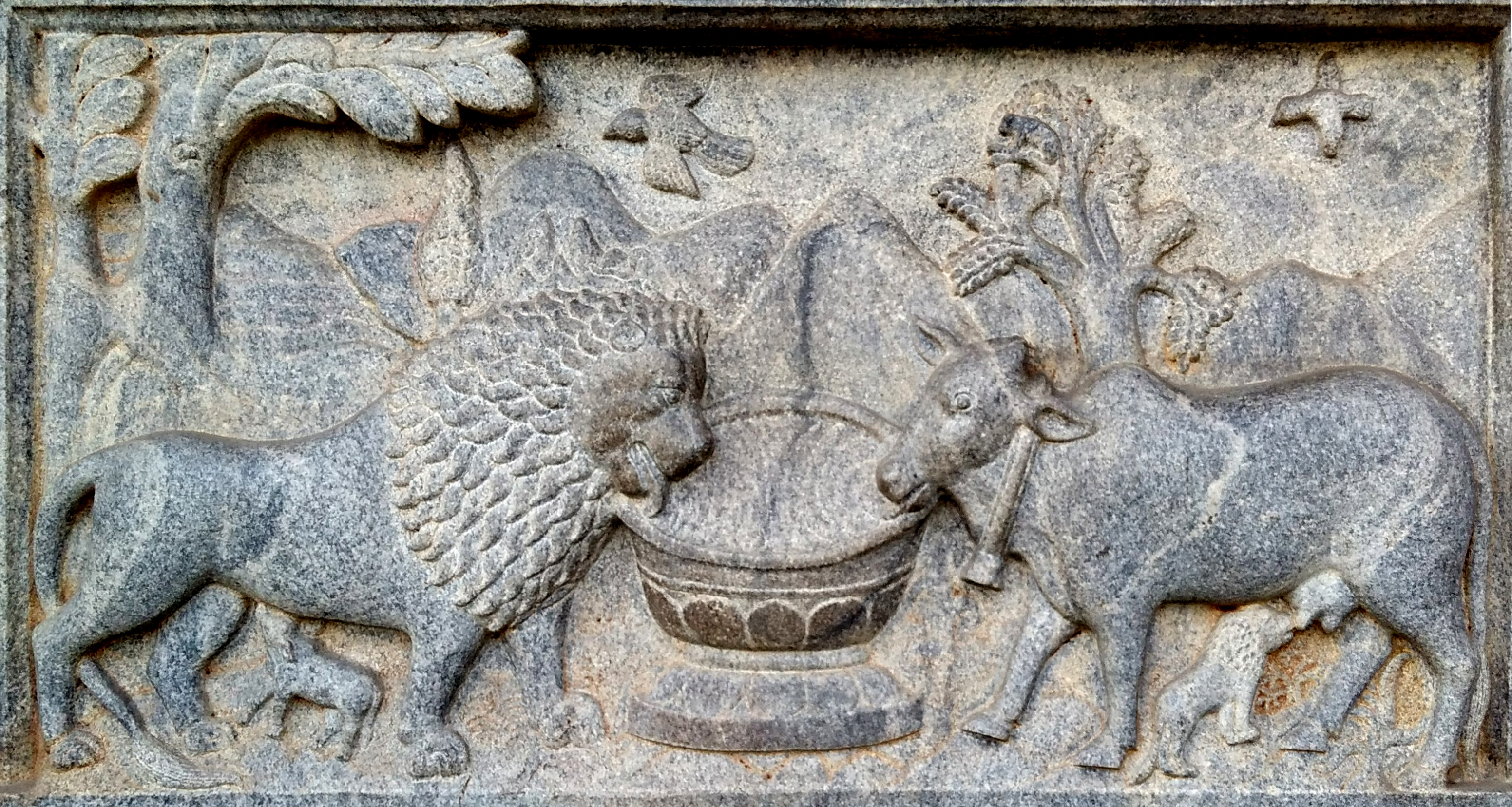
Allégorie de lahimsa. Temple, Delhi.

Ahimsa (ahiṃsā en sanskrit IAST ; devanāgarī : अहिंसा) signifie littéralement « non-violence », et plus généralement « respect de la vie ». C'est aussi un concept de la philosophie indienne : la « bienveillance ». Le mot ahiṃsā désigne proprement « l'action ou le fait de ne causer de nuisance à nulle vie », hiṃsā signifiant « action de causer du dommage, blessure » et a- étant un préfixe privatif. La notion est interprétée de diverses manières, le plus souvent comme une forme de relation pacifique avec tout être vivant, et elle est personnifiée par la déesse du même nom, épouse de Dharma, mère de Nara.
L'ahiṃsā est une composante importante de l'hindouisme, du bouddhisme, du jaïnisme et du soufisme de Kabir, qui tous l'appliquent strictement,. Le sikhisme défend aussi cette valeur tout comme l'égalité sociale au sein de l'ordre chevaleresque nommé Khālsā. Ce terme apparaît[réf. nécessaire] dans la Chāndogya Upaniṣad qui appartient au corpus des Mukhya Upaniṣad. Cette Upaniṣad est l'une des plus anciennes (-500) et a été commentée par Ādi Śaṅkara.

## Dans les traditions indiennes

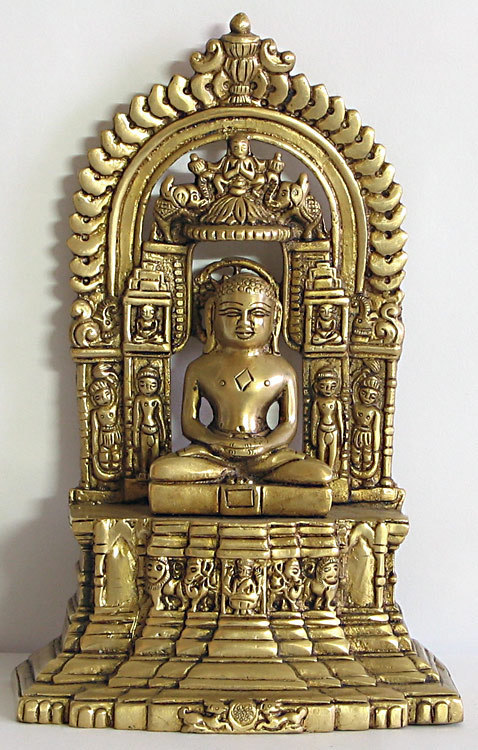
Le seigneur Mahāvīra, « Conquérant » (Jina) du jaïnisme, religion de l'ahimsâ.

Il y a dans l'imagerie populaire de l'Inde une façon de représenter l'ahiṃsā : une lionne et une vache se désaltèrent au même point d'eau en paix, tableau auquel s'ajoute parfois la représentation d'un lionceau qui choisit de boire aux pis de la vache et des veaux aux mamelles de la lionne ; cette imagerie est spécialement utilisée à la fois par le jaïnisme et par l'hindouisme.
Cela illustre en fait la perception antique, dans les traditions indiennes, de l'ahiṃsā : celui qui ne fait aucun mal aux êtres animés, qui ne les soumet à aucune contrainte, n'étant l'ennemi de personne, n'a plus d'ennemi. À la sympathie de cette âme individuelle, qui ne discrimine aucune créature, répond la sympathie universelle (qui, dans le yoga-sûtra, correspond à Ishvara, Dieu, l'Être, l'âme cosmique) : dangers et peurs sont abolis.
Et l'on voit alors les craintives gazelles et les bêtes fauves, ours et lions en tête, venir lécher les pieds du yogin enraciné dans l'ahimsâ, la non-violence universelle (yoga-sûtra de Patanjali, II, 35). En sa présence, cheval et buffle, souris et chat, serpent et mangouste, ces ennemis nés, renoncent d'un commun accord à leur inimitié ; les oiseaux, affranchis de toute crainte emplissent à l'envi les airs de leurs chants mélodieux :

« Scènes paradisiaques auxquelles répondent en Occident […] la Prédication de Saint François aux oiseaux, « le lion et la brebis, la panthère et le chevreau paîtront côte à côte et le nourrisson s'ébattra sur le trou de l'aspic » [Bible, Isaïe, XI, 6]. C'est l'Éden retrouvé, le Râm Râj, Royaume de Dieu sur la terre ! »

— Suzanne Lassier, Gandhi et la non-violence.

## Dans le jaïnisme

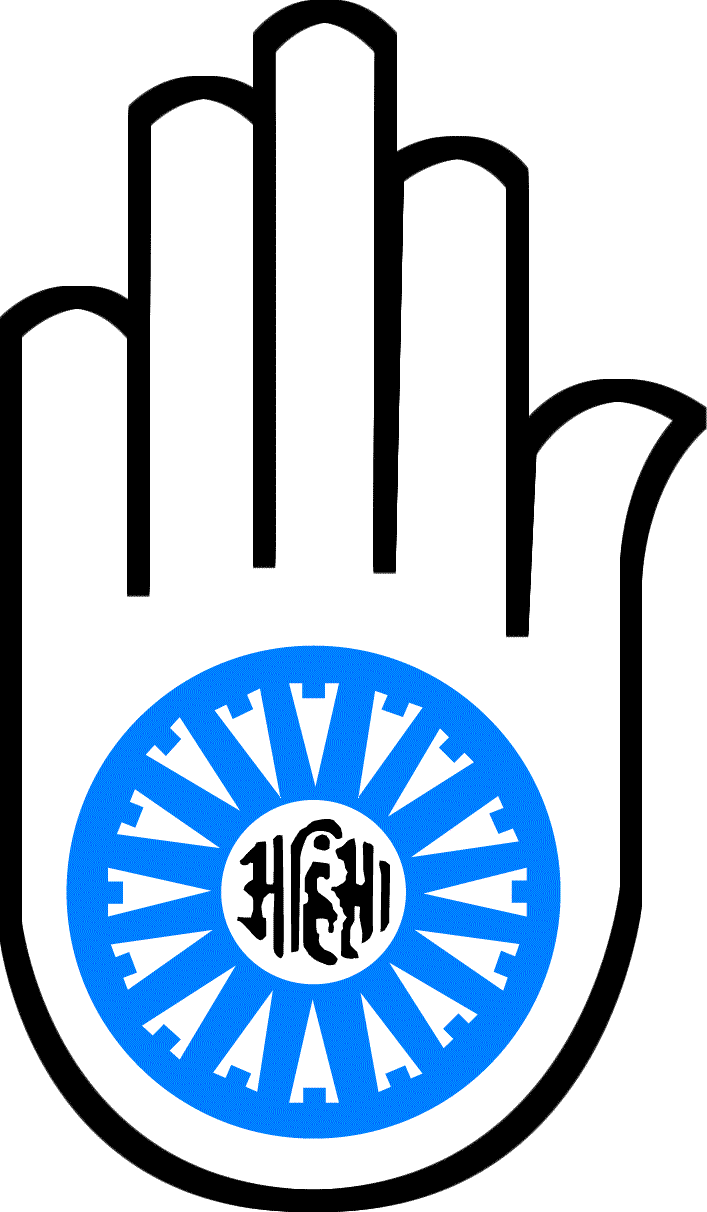
La main symbole du vœu de non-violence dans le jaïnisme.

La non-violence est la loi première du jaïnisme. Elle montre que l'humain sait se contrôler et est une des clefs indispensables pour brûler son karma et atteindre moksha, l'éveil. La violence est définie comme une atteinte à ce qui vit, par un manque de soin ou d'attention, mais son sens n'est pas limité à cela. Il est sûr que de blesser, d'attacher, de faire du mal à une créature, d'exploiter ceux qui travaillent, de surcharger, d'affamer ou de ne pas nourrir quand il le faut, constituent des formes de violence et, comme telles, doivent être bannies. La devise des jaïns est Parasparopagraho Jivanam, les vies se doivent un mutuel respect en sanskrit, mais aussi ahimsa paramo dharma, c'est-à-dire la non-violence est la religion (ou devoir) suprême ou Vaazhu Vaazha Vidu (en tamoul), vivre et laisser vivre. La renonciation à la violence peut être complète ou partielle. La renonciation complète s'accomplit de neuf façons : par soi-même, par un moyen ou par approbation, et, chaque fois, par la pensée, par la parole et par le corps. Pour un laïc, la renonciation complète est impossible. Aussi lui est-il demandé de se décharger de ses responsabilités terrestres avec le minimum de préjudice pour les autres. Pour donner un aspect pratique à ce sujet, la violence a été analysée, d'après l'attitude mentale, en quatre catégories, à savoir :
1. La violence accidentelle (celle qui est réalisée, de façon inévitable, dans l'accomplissement des tâches domestiques indispensables, comme la préparation des repas, la tenue des choses propres, la construction d'immeubles, de puits, etc.) ; ainsi, une violence intentionnelle et directe apporte des conséquences karmiques sérieuses à une personne, tandis que la violence non intentionnelle, accidentelle, provoque des conséquences moindres. Par exemple, celui qui chasse une créature ou veut engendrer directement le meurtre d'un petit animal, devra subir des conséquences sévères au niveau karmique, tandis qu'une personne qui construit un temple ou un hôpital (pour des humains ou des animaux) subit des conséquences karmiques plus douces (le tout balançant en sa faveur) même si sa construction a produit la mort de beaucoup d'animaux (des insectes) et de végétaux ;
2. La violence professionnelle (celle commise dans l'exercice d'une profession, ou de ses occupations comme agriculteur, commerçant, industriel, ouvrier, médecin, etc.). Un cambrioleur qui échoue dans son vol est toujours un cambrioleur qui amasse du mauvais karma, mais un chirurgien diligent, qui essaye de sauver un patient, n'est pas responsable de la violence et n'amasse pas de mauvais karma, même si son patient meurt pendant l'opération ; l'intention première et mentale est donc capitale ;
3. La violence défensive; le jaïnisme, avec l'hindouisme, considèrent que la violence défensive peut être justifiée[9], mais aussi qu'un soldat, qui tue des ennemis dans un combat, accomplit un devoir légitime[10] : les communautés jaïnes acceptent d'utiliser la puissance militaire pour leur défense et celle des autres, et il y a des laïcs jaïns, dans le passé ou aujourd'hui, monarques, généraux ou soldats[11] ; à ce sujet, le Mahatma Gandhi dit : « Ma non-violence n'autorise pas qu'on s'enfuie du danger en laissant les siens sans aucune protection. Je ne peux que préférer la violence à l'attitude de celui qui s'enfuit par lâcheté. Il est tout aussi impossible de prêcher la non-violence à un lâche que de faire admirer un beau spectacle à un aveugle. La non-violence est le summum du courage »[12].
4. La violence intentionnelle (celle qui est faite à dessein ou en connaissance de cause, par exemple : en chassant, en offrant des sacrifices sanglants, en tuant pour manger ou pour s'amuser, en mangeant de la viande, etc.). Le jaïnisme considère que quelqu'un qui a franchi l'étape de la vie active devrait absolument éviter les quatre formes de violence, mais il n'est exigé du laïc de ne s'abstenir totalement que de la violence intentionnelle car, pour ce qui est des autres, ce n'est pas possible complètement, à ce stade[8]. Néanmoins, le laïc est avisé qu'il doit éviter, au maximum, les trois premières formes également et qu'il faut qu'il fasse des progrès réguliers, dans ce sens, dans sa conduite[8]. Ainsi, le vœu d’ahimsâ signifie, pour le laïc, qu'il doit s'abstenir de la violence intentionnelle[8].

La non-violence implique entre autres choses le véganisme ou végétarisme. La pratique alimentaire jaïne exclut la plupart des racines, car l'on pourrait causer du mal à un animal en les déterrant, et l'on détruit de facto une vie végétale (prendre un fruit, ou un légume, n'amène pas la mort de la créature végétale qui le produit) – ce respect se retrouve chez les bishnoïs aussi. Les ascètes et les pieux laïques jaïns ne mangent pas, ne boivent pas ou ne voyagent pas après le coucher du soleil et ne se lèvent pas avant son apparition, toujours pour éviter de blesser un être vivant par manque de lumière ou à cause des lampes, des bougies, etc. qui pourraient brûler les insectes attirés par leurs flammes dans la nuit.

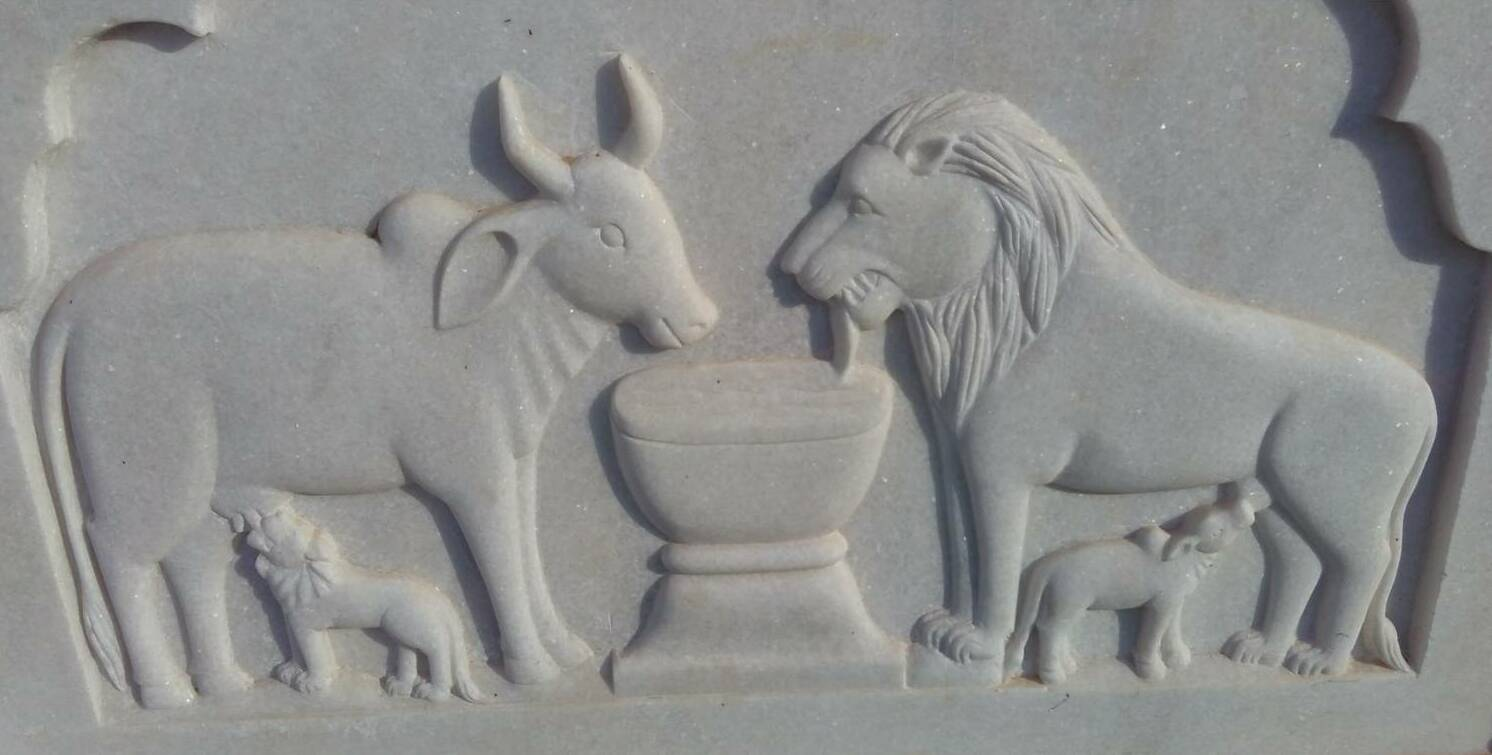
Bas-relief représentant l'Ahimsa, temple Jaïn.

Certains jaïns pratiquent la mort pacifique par le jeûne (santhara), afin de respecter leurs vœux de non-violence et d'ascèse, et en raison de leur grand âge ou d'une maladie incurable (cette tradition est panindienne et existe dans l'hindouisme : Vinoba Bhave l'a pratiqué par exemple). En fait, le jeûne est souvent pratiqué par les adeptes, notamment lors des diverses fêtes religieuses. Des ascètes de certaines branches jaïnes portent un tissu devant leur bouche et leur nez afin d'éviter de tuer, en les respirant, de petits insectes, tout en étant symbole de respect dans ses paroles. Le jaïnisme étant particulièrement présent au Gujarat, le Mahatma Gandhi, originaire de cet État indien, a été profondément influencé par la façon de vivre jaïne, paisible et respectueuse de la vie, et il en a fait une partie intégrante de sa propre philosophie : un ascète jaïn fut d'ailleurs l'un de ses meilleurs amis et enseignant, Shrimad Rajchandra.

## Dans l'hindouisme
Selon le sage Vyāsa, « l'ahiṃsā consiste à ne jamais blesser, en aucune manière, une créature vivante quelle qu'elle soit ». Fondée sur la compassion (karuna), pouvant prendre un rôle actif en incarnant la générosité et le désintéressement (œuvre charitable par exemple), cette doctrine est à la base de l'éthique hindoue qui est personnifiée par la déesse Ahimsā, la femme du dieu Dharma (dharma, « ordre socio-cosmique » dans l'hindouisme). C'est le premier des cinq commandements auxquels le yogi à la recherche de l'Illumination doit obéir, bien qu'il ne soit pas spécifiquement yogique, mais désiré par tout « honnête homme »,.
Cette règle est le premier article des grands vœux (mahavrata) du raja-yoga ou du hatha-yoga (les cinq points du code moral du yoga royal de Patanjali sont les mêmes que celui des Jaïns) : cela implique pour le yogi, non seulement l'abstention de violences en actes ou paroles (insulte, mots blessant), mais plus subtilement au niveau des pensées, puisque le mental doit être dirigé en amont, pour que tout ce qui en découle (parole, acte) relève de la maîtrise de soi, de l'abolition de l'ego (ahamkara) et du sens du « je » (asmitā) nourrissant le karma/action conditionnant. L'ahimsâ, court-circuite la violence envers les vies que l'on peut produire directement ou par consentement, éradique les égoïsmes, encourage la bienveillance et la bienfaisance à l'égard de tous les êtres : ce n'est pas une mesure spécifiquement yogique, mais désirée par tout homme « noble », arya en sanskrit (Lois de Manu, livre 10, verset 63).
Car l'ahiṃsā est plus qu'une « vertu » puisqu'elle est vue, depuis l'Antiquité indienne, comme la base politique de la société « noble », non démoniaque — ennemie des dieux, du dharma, du cosmos — puisqu'étant le premier des trois premiers devoirs de base (ahimsa : non-violence, satya : véracité (pour le bien de toutes les créatures), asteya : non-vol) de toute la communauté hindoue (les ârya ou « nobles » en sanskrit) des Lois de Manu,.

### Personnification
Dans la mythologie hindoue, ahiṃsā est personnifiée par Ahimsâ dévî, la déesse de la non-violence : elle est l'épouse du dieu Dharma (devoir universel), et est donc sa Shakti ; elle est la mère du dieu Vishnou.

### Ahiṃsā et végétarisme dans l'hindouisme
L'hindouisme étant une civilisation, et non une religion au sens strict et occidental du terme, le végétarisme n'a rien d'obligatoire pour être « hindou » et s'affirmer en tant que tel (quoique le terme hindou n'est sanctionné par aucun texte sacré « hindou » : il est issu des invasions islamiques pour nommer la population non musulmane de l'Inde).
Néanmoins, cette pratique alimentaire est indissociable d'une réelle observance de l'ahiṃsā, la « non-violence », et est une des caractéristiques des Ārya (qui signifie « Nobles » dans les langues indiennes), – communauté « pure » (au niveau des pratiques, il ne s'agit pas d'un « peuple » défini par un territoire ou d'une « nation »), « pure » par rapport aux Dasyu (« démons ») ; selon les mānavadharmasūtra (les sūtra du Dharma par Manu), les Ārya pratiquent en effet comme premier credo l'ahiṃsā, la « volonté de ne pas faire souffrir la moindre créature », qu'ils soient Brahmanes (sacrificateurs-enseignants), Kshatriya (guerrier), Vaïshya (agriculteurs, artisans et commerçants), ou Shūdra (serviteurs).

### Véda
Les Véda déclarent que les actes peuvent être violents, y compris les incantations  ; il faut éviter la violence sous toutes ses formes, et envers la moindre créature, pour permettre à la paix intime et extérieure, de s'installer ; ainsi :

« Les yogin déclarent que le fait d'être non-violent donne jour à l'absence d'affliction. Car, selon le véda, si régnait la non-violence, n'aurait pas lieu chez les hommes naissance de l'affliction ! »

— Yājñavalkya .

#### Upanishads
De nombreuses Upanishads parlent de l'ahimsâ (non-violence), de son sens métaphysique, de l'attitude de celui qui l'incarne et de sa mise en pratique. Par exemple :

« Instruction IV : […] Que je n'inspire aucune crainte à aucun être ! […] VI-39 : L'ascète doit abandonner tous les devoirs du monde, et tous les actes inspirés par la coutume populaire, en tout domaine. Le sage, le yogi, dont l'esprit est consacré aux vérités les plus hautes, ne devra pas tuer d'insectes, ni de vers, ni de papillons, ni abîmer d'arbres. »

— Narada Parivrajaka Upanishad

« 23 : […] Devant toute personne qui n'est pas son égale ou qui lui est inférieure, il ne doit avoir aucun mouvement de recul, il ne doit considérer aucun être vivant comme différent de lui-même. »

— Satyayaniya Upanishad

« 22 : Vasudeva, Celui qui demeure en tous les êtres, qui est le support de tous les êtres, qui vit en tous et protège tous les êtres, c'est moi-même. Oui, je suis Vasudeva. »

— Amrita Bindu Upanishad

« Commettre un meurtre ou causer peine à quiconque, que ce soit en pensée, en parole ou en acte, légèrement ou sévèrement, ou accomplir tout acte qui n'est pas autorisé par les Védas, c'est cela que l'on nomme violence. […] Sous l'inspiration de la bienveillance (kshama), l'homme se comporte envers toutes les créatures animées, que ce soit en pensée, en parole ou en acte, de la même façon qu'il aimerait qu'on se comporte envers lui ; si on y ajoute un mental voué au service de l'humanité au meilleur de ses capacités, on parvient à cette bienveillance dont les connaisseurs des Védas confirment l'importance. »

— Jabala Darshana Upanishad

### Lois de Manu
Le respect absolu de l'Ahimsa (« Non-violence ») doit être une pratique constante du renonçant (sannyasin) ; les Lois de Manu en donnent quelques exemples pratiques :

« 8. Il doit s'appliquer sans cesse à la lecture du Véda, endurer tout avec patience, être bienveillant et parfaitement recueilli, donner toujours, ne jamais recevoir, se montrer compatissant à l'égard de tous les êtres. […] 14. Qu'il évite de manger le miel et la chair animale, les champignons, le boûstrina (Andropogon schænanthus), l'herbe sigrouka, et les fruits du sléchmâtaka (Cordia Myxa) […] 68. Afin de ne causer la mort d'aucun animal, que le Sannyâsî, la nuit comme le jour, même au risque de se faire mal, marche en regardant à terre. 69. Le jour et la nuit, comme il fait périr involontairement un certain nombre de petits animaux, pour se purifier, il doit se baigner et retenir six fois sa respiration. »

— Lois de Manu, chap. 6

### Mahabharata

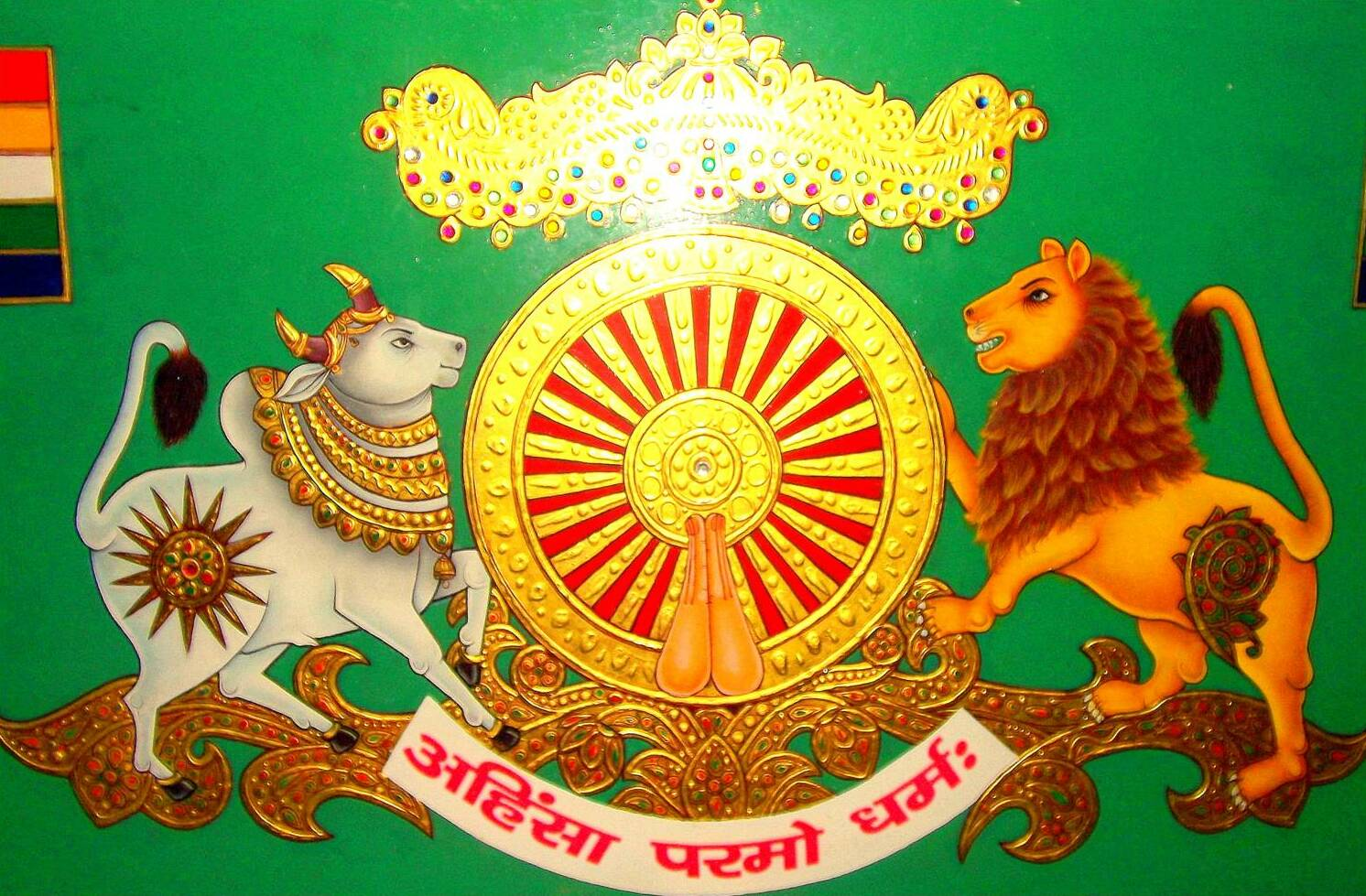
Ahimsa Paramo Dharma (अहिंसा परमॊ धर्मः) sous la roue du dharma, avec de part et d'autre la vache et la lionne. Peinture murale,, Rajasthan.

Le Mahabharata, l'une des grandes épopées de l'hindouisme, on trouve plusieurs fois la mention de la phrase Ahimsa Paramo Dharma (अहिंसा परमॊ धर्मः), qui signifie littéralement : « la non-violence est la plus haute vertu morale ». On le trouve par exemple, dans Mahaprasthanika Parva (en), dix-septième et avant-dernier livre de l'épopée. ainsi que dans ce verset de l'Anushasana Parva (en), treizième livre de l'épopée, chapitre 117, v. 37-38, un passage souligne l'importance cardinale de l'ahimsa dans l'hindouisme,.
अहिंसा परमॊ धर्मस तथाहिंसा परॊ दमः।

अहिंसा परमं दानम अहिंसा परमस तपः।

अहिंसा परमॊ यज्ञस तथाहिस्मा परं बलम।

अहिंसा परमं मित्रम अहिंसा परमं सुखम।

अहिंसा परमं सत्यम अहिंसा परमं शरुतम॥

Traduction: « l'ahimsa est la plus haute vertu, l'ahimsa est la plus haute maîtrise de soi, l'ahimsa est le plus grand don, l'ahimsa est la meilleure pénitence, l'ahimsa est le sacrifice le plus élevé, l'ahimsa est la plus grande force, l'ahimsa est le plus grand ami, l'ahimsa est le plus grand bonheur, l'ahimsa est la plus haute vérité, et l'ahimsa est le plus grand enseignement. »
D'autres exemples, basés sur l'expression Ahimsa Paramo Dharma, sont discutés dans l'Adi Parva (en), la Vana Parva (en) et l'Anushasana Parva (en). Quant à la Bhagavad Gita, elle discute le problème des doutes et de la réponse appropriée à la violence systématique, et développe les concepts de l'utilisation de la force légitime dans le cadre de l'autodéfense et la nécessité de la guerre juste (pour le dharma) face à une menace tyrannique (que représentent les Kaurava).

### Râmâyana

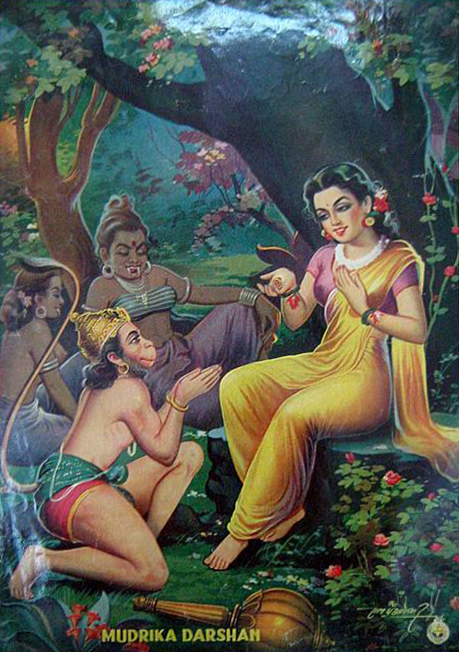
Le singe Hanoumân et la princesse Sîtâ, parmi les démones (râkshasi).

Dans le Râmâyana du sage et ancien bandit Vâlmîki, un passage explicite clairement la non-violence (ahimsâ) à pratiquer ; c'est l'héroïne Sîtâ, « toujours compatissante pour les malheureux », qui défend la non-violence devant le singe Hanoumân qui désirait la venger en frappant et tuant les cruelles démones (râkshasi) qui l'avaient humiliée et fait souffrir alors qu'elle était captive du démon-roi Râvana :

« Quand des femmes sont sous la dépendance d'un roi qui les protège, qu'elles n'agissent que sur ordre d'autrui, assujetties, esclaves, qui pourrait s'irriter contre elles, excellent singe ? C'est à une injustice du sort, à une faute commise jadis que je dois ce qui m'arrive : car il est vrai que l'on recueille le fruit de ses actes. (...) Allons, écoute cette strophe ancienne, pleine de vertu, chantée par un ours à un tigre : « Un homme bon ne rend pas aux autres le mal pour le mal ! » Et il faut observer cette règle ; c'est leur conduite qui fait la parure des gens de bien ! À l'égard des méchants comme des bons, même envers ceux qui méritent la mort, l'âme noble doit pratiquer la compassion : il n'est personne qui ne commette de faute. À ceux qui se plaisent à nuire aux autres, aux gens cruels, aux êtres malfaisants, même s'ils sont pris sur le fait, on ne doit rien faire de répréhensible. »

— Le Râmâyana de Vâlmîki, chant VI, chapitre CXIII.

### Yoga
L'ahimsa est l'impératif premier pour les pratiquants du système du raja yoga, ou yoga à huit membres, de Patanjali. Il est le premier des cinq yamas (réfrènements) qui, avec le second membre (niyama), constituent le code de conduite éthique dans la philosophie du Yoga ,. L'ahimsa est aussi l'un des dix yamas du hatha Yoga selon le verset 1.1.17 de son manuel classique Hatha Yoga Pradipika. La signification de l'ahimsa, en tant que première restriction dans la toute première branche du Yoga (yama), est qu'elle définit la base nécessaire pour la réalisation de la libération du samsara à travers le yoga. C'est un précurseur de l'asana (« posture » du yoga), impliquant que le succès dans le Yoga ne peut être obtenu que si le yogin est purifié, en sa pensée, parole et action, à travers la retenue qu'implique la non-violence universelle.

## Dans le bouddhisme

### Bouddhisme theravāda
Selon Unto Tähtinen, contrairement à l'hindouisme et au jaïnisme, le terme ahimsa (ou le terme pāli apparenté avihiṃsā) n'apparaît pas dans les textes bouddhistes anciens. Cependant, la notion de non-violence y est souvent implicite — par exemple, l'Aggi-sutta qui condamne les sacrifices d'animaux pratiqués dans l'Inde ancienne par des brâhmanes dévoyés. Par ailleurs, le Bouddha déclare dans  le Dhammapada que le véritable brâhmane est l'homme qui fait preuve de compassion et  n'ôte point la vie : « Celui qui a laissé le gourdin (et ne frappe plus) ni faibles ni forts, celui qui jamais ne tue ou n'est cause d'un meurtre, lui, je l'appelle un Brâhmane ».
La façon dont le bouddhisme comprend la non-violence n'est pas aussi minutieuse et exigeante que chez les Jaïns, même si les bouddhistes ont toujours condamné le meurtre des êtres vivants. Dans la tradition theravāda, le végétarisme n'est pas obligatoire (voir végétarisme bouddhique). Par ailleurs, la tentative de schisme de Devadatta, rapportée par le canon pali, expose clairement le refus du Bouddha de rendre obligatoire le végétarisme (une des cinq règles que voulait précisément imposer Devadatta). Néanmoins, l'empereur Ashoka, après sa conversion au bouddhisme (il n'y avait pas différentes branches de bouddhisme à son époque), passa une loi interdisant de maltraiter ou tuer volontairement les animaux, et imposant le végétarisme de facto dans son Empire.
Les moines et les laïcs du Theravada peuvent manger de la viande et du poisson, à condition (dans le cas des moines) que l'animal n'ait pas été tué spécialement pour eux. C'est cependant une faute très grave (parajika 3, conduisant à une expulsion de la communauté monastique dans cette vie) pour un moine que de tuer intentionnellement un être humain (cela inclut l'avortement intentionnel ou même l'encouragement à avorter, le suicide et l'assistance au suicide) ; en revanche, tuer intentionnellement un animal est une faute mineure (pacittiya 61). Par ailleurs, tuer un « être surnaturel » (démon, dragon, fantôme ou deva) est une faute plus grave (thullaccaya), mais moins que de tuer un être humain.
Depuis les débuts de la communauté bouddhiste, moines et nonnes sont tenus de respecter au minimum les cinq Préceptes de conduite morale. Les laïcs sont également encouragés à observer ces cinq préceptes, dont le premier, le plus important, est de s'abstenir de prendre la vie d'un être sensible (panatipata). Le commerce de viande n'est pas conforme au Noble Chemin Octuple, et fait partie des cinq métiers qui ne sont pas des « moyens d'existence justes ».
Le canon pali décrit[Où ?] le roi idéal comme un pacifiste, bien qu'il ait une armée à sa disposition. D'ailleurs, plusieurs textes justifient les guerres défensives : par exemple, le Samyutta Kosala, dans lequel le roi Pasenadi défend son royaume contre une attaque du roi Ajatasattu.
Selon les commentaires du theravāda, il y a cinq facteurs nécessaires pour qu'un acte soit à la fois un acte de tuer et défavorable sur le plan du karma. Ce sont (1) la présence d'un être vivant, humain ou animal ; (2) la connaissance qu'il s'agit d'un être vivant ; (3) l'intention de tuer ; (4) l'acte de tuer par quelque moyen que ce soit, et (5) la mort qui en résulte. Certains bouddhistes ont fait valoir que dans des postures défensives, dans le cas d'une "guerre juste", l'intention première d'un soldat n'est pas de tuer, mais de se défendre, et l'acte de tuer dans cette situation aurait des répercussions karmiques minimes.

### Bouddhisme mahāyāna
Dans le bouddhisme mahāyāna, le fait de tuer un animal – et l'intention même de le tuer – est condamné. En effet, la vacuité des dharmas est inséparable de la compassion (karuṇā). La non-violence fait partie des vœux du bodhisattva, les Cinq Préceptes ; elle contribue à ce que l'ensemble des êtres trouver leur délivrance. Les êtres sont égaux en dignité puisque chacun a, en soi, la nature de Bouddha.
Cependant, cette non-violence n'est pas passive et n'empêche pas de se défendre contre une agression : mettre hors d'état de nuire un criminel est justifié. Un sutra du Mahāyāna, l'Upaya-Kausalya Sutra,, mentionne un cas où le bodhisattva, capitaine « Maha Karuna » d'un navire, tue un pirate (nommé Dung Thungchen en tibétain) qui menaçait de tuer tous les passagers d'un bateau. Cet acte est considéré comme très méritoire — y compris pour le pirate lui-même, qui obtient une renaissance plus favorable que s'il avait pu librement accomplir ses crimes.

## Dans le sikhisme
Le sikhisme prône la valeur morale que représente l'ahiṃsā, telle que définit par Kabir, sage et poète indien vénéré de nos jours par une partie des hindous du Nord de l'Inde et des soufîs. De nombreux écrits du Guru Granth Sahib, le Livre saint du sikhisme mettent en avant l'ahiṃsā, qui s'étend à toutes les créatures (voir Végétarisme sikh). Guru Arjan a prié l'humain de ne faire de mal à personne, à quoi que ce soit pour venir à Dieu, Waheguru, avec honneur. L'égalité, la justice, la compassion, la charité sont des valeurs à cultiver. Guru Tegh Bahadur a dit aussi que l'homme sage ne doit terroriser personne et ne pas être terrorisé. C'est là que la balance tremble un peu car le dernier gourou sikh, Guru Gobind Singh a pris les armes et est mort en martyr du fait des invasions étrangères qui décimaient le peuple sikh ; pour la justice, la liberté, il faut quelquefois se battre lorsque les méthodes pacifiques sont épuisées. L'épée ne doit pas être utilisée pour une fin individuelle, mais pour le bien d'un groupe, d'une société. L'histoire du sikhisme et ses martyrs, ses holocaustes ont fait que les derniers gourous fondateurs ont revisité l'ahiṃsā, qui doit de toute façon prévaloir.

## En Occident
La notion d'ahimsa a gagné la culture occidentale sous l'impulsion politique du Mahatma Gandhi. Par ailleurs, Albert Schweitzer joua aussi un rôle important. Ce médecin humanitaire, théologien protestant et philosophes fut un des rares Européens du XXe siècle à s'appuyer sur l'ahimsa pour ses théories éthiques, dont celle qui le rendit célèbre, sur le « respect de la vie ». Par la suite, inspirés par ses actions, des mouvements de droits civiques, comme celui mené par Martin Luther King, se sont engagés dans des mouvements de protestation non-violents. Plus récemment, la popularité du yoga et de la méditation en Occident ont contribué à faire connaître l'ahimsa ainsi que d'autres concepts qui lui sont liés.